# Радванська печера
Ра́дванська пече́ра — геологічна пам'ятка природи місцевого значення в Україні. Об'єкт розташований на території Ужгородського району Закарпатської області, на північний схід від місцевості Радванка (Ужгород). 
Площа — 1 га. Статус отриманий згідно з рішенням облвиконкому від 18.11.1969 року № 414. Перебуває у віданні: Ужгородське військове лісництво. 
Статус присвоєно для збереження старої залізнорудної штольні (рукотворної печери) на схилі пагорба Крупчов (лівий берег річки Уж, у Радванському лісі). Має історично-наукове значення.

## Галерея

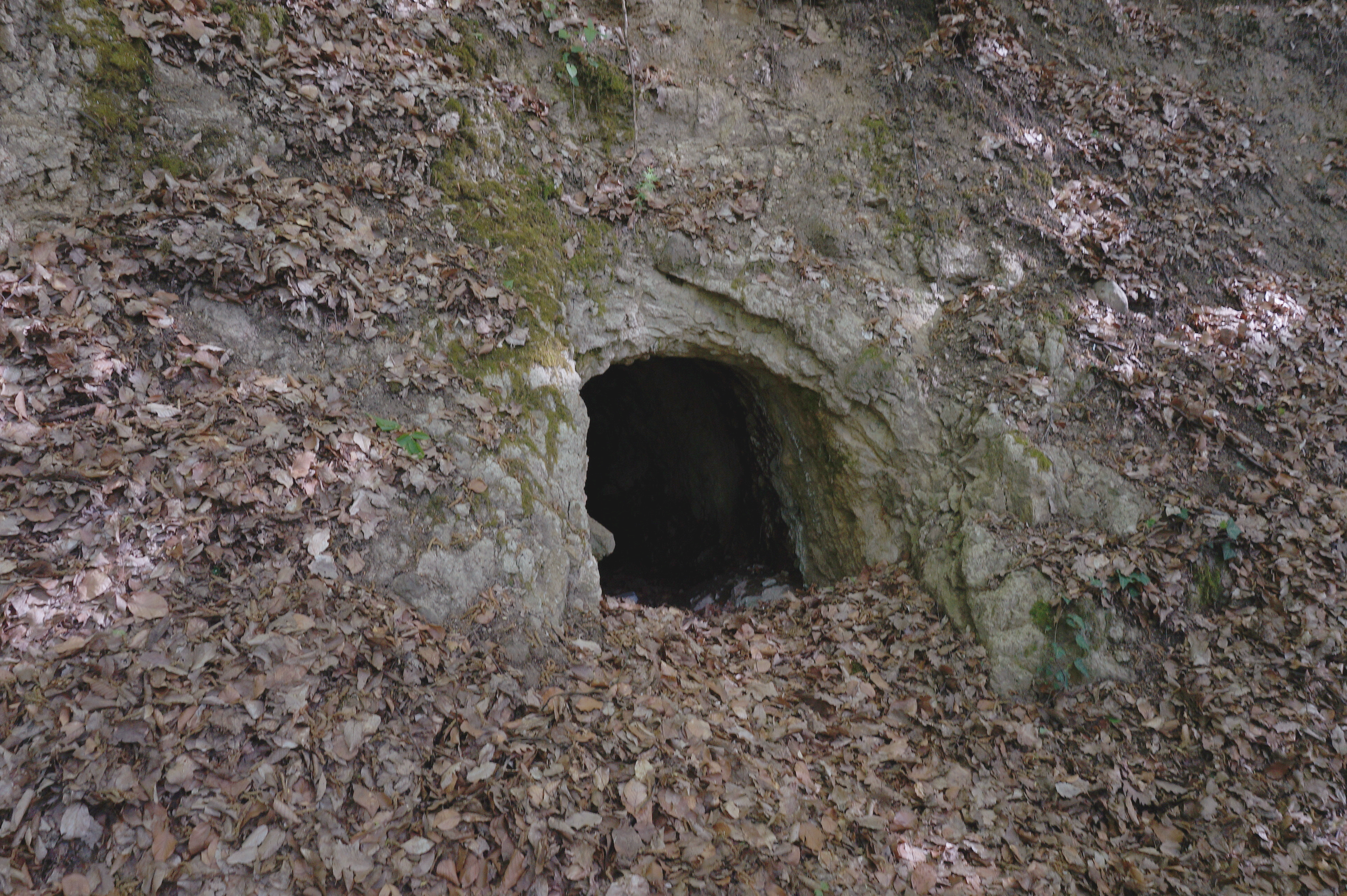
Вхід до печери
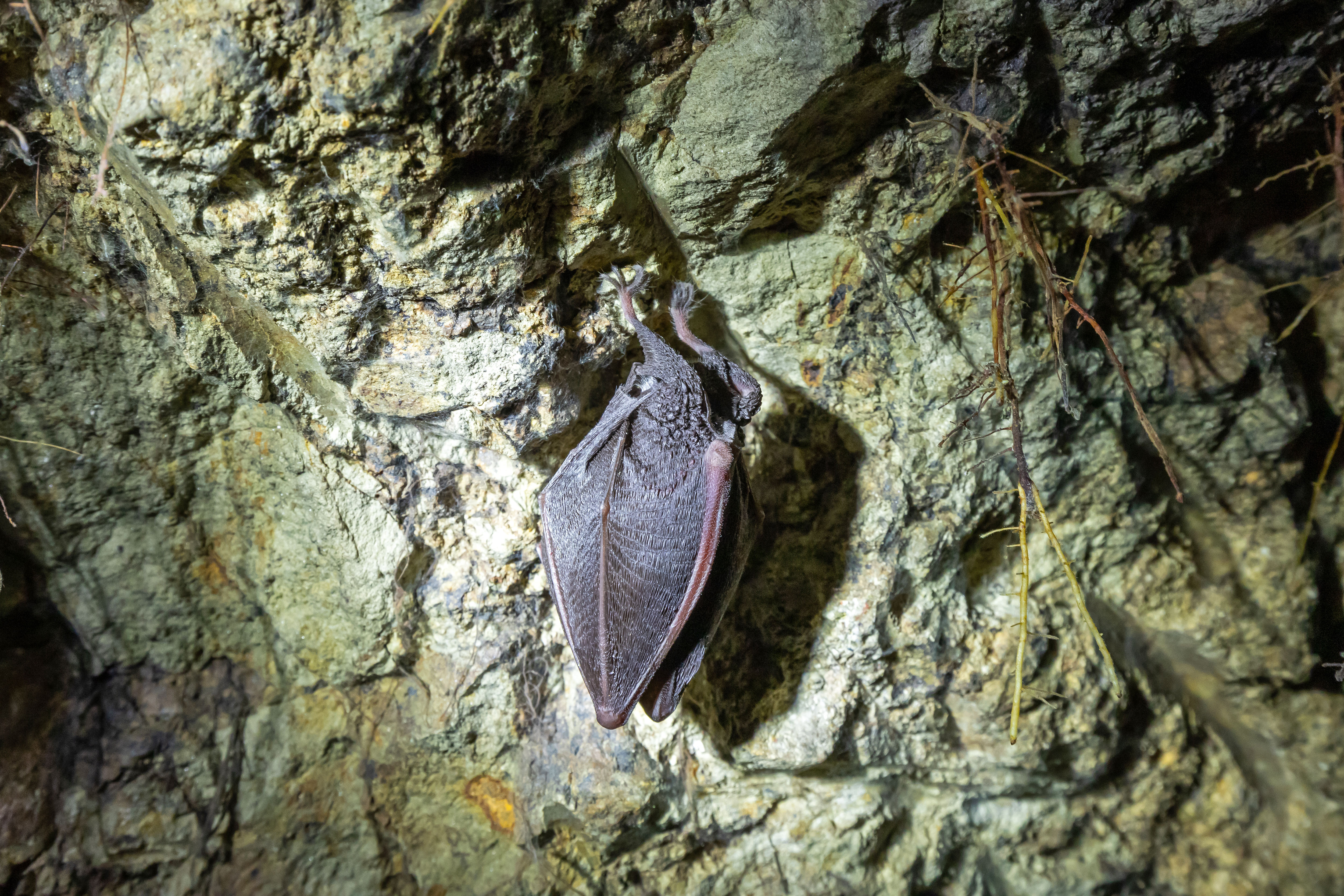
Жителі радванської печери
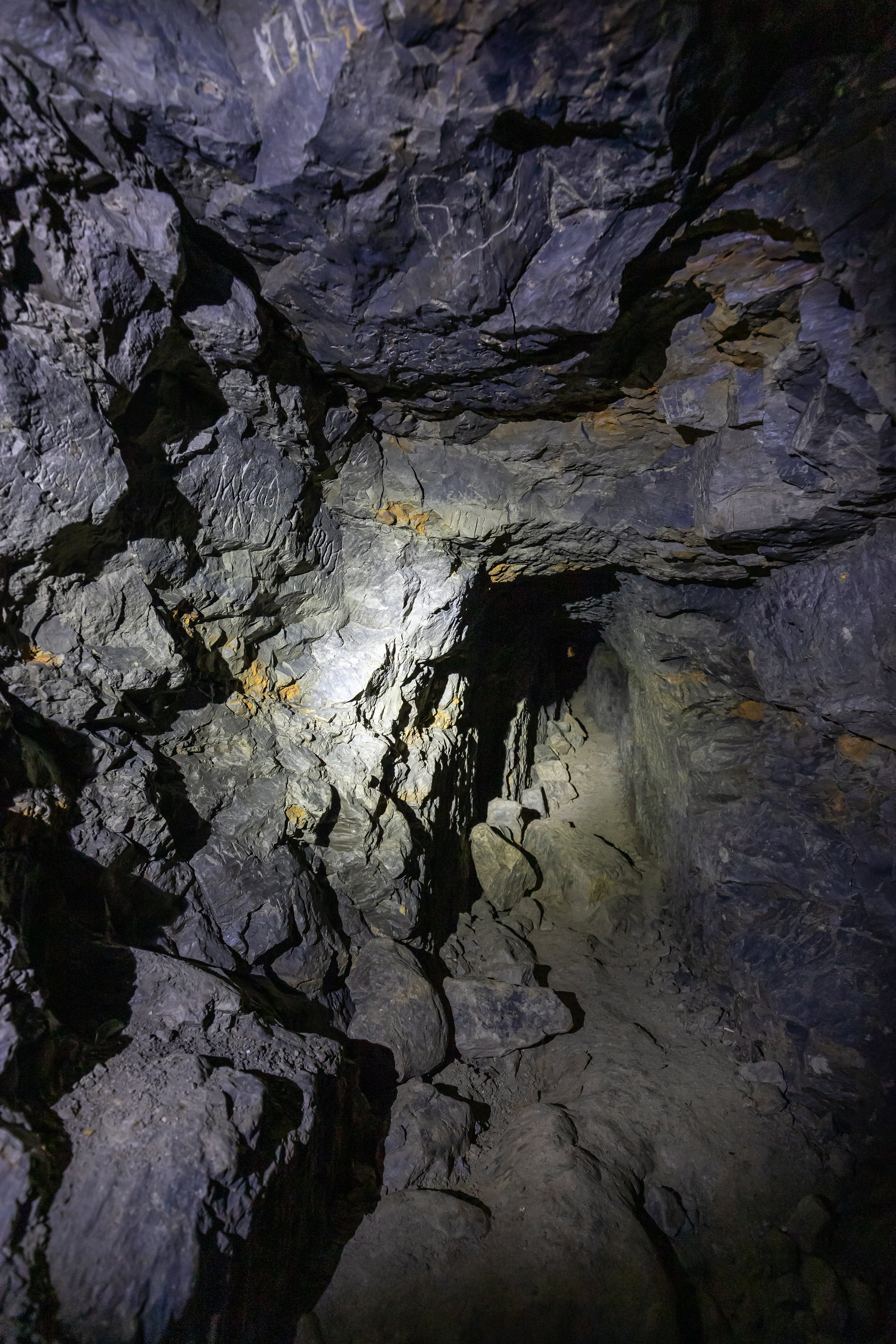
Склепіння печери